# MARV
MARV (angleško Multiple Alternative-targeted Re-entry Vehicule oziroma Maneuverable Alternative-targeted Re-entry Vehicule) je vojaška kratica, ki označuje Transportni del končne stopnje rakete z več neodvisnimi preusmerljivimi bojnimi konicami.
Ta princip bojne konice uporablja posebno zasnovano vozilo za vstop v atmosfero, ki je sposobno manevriranja v atmosferi (npr. podaljševanje/skrajševanje doleta, zavoji) in deluje podobno kot jadralno letalo oziroma raketoplan. Taka zasnova zahteva samostojen navigacijski sistem za vsako od bojnih konic, poleg tega pa tudi aktuatorje, ki skrbijo za manevriranje (majhni raketni motorji oz. aerodinamične krmilne površine).
Na tak način je možno doseči veliko natančnost zadetkov, omogoča pa tudi manevriranje za izogibanje sistemom protibalistične obrambe.